# Плачущая женщина (картина)
«Плачущая женщина» (фр. La Femme qui pleure) — картина Пабло Пикассо, написанная во Франции в 1937 году и выполненная маслом на холсте.
На полотне изображена Дора Маар, любовница и муза Пикассо. «Плачущая женщина» была написана в рамках завершения серии его картин, созданных художником в ответ на бомбардировку Герники во время Гражданской войны в Испании, и тесно связана с иконографией его картины «Герника». Пикассо был увлечён образом плачущей женщины и неоднократно возвращался к нему в том же году. Эта картина, написанная 26 октября 1937 года, была самой сложной из серии. С 1987 года она входит в коллекцию лондонской Современной галереи Тейт.

## Предыстория
Пикассо написал «Плачущую женщину» во время Гражданской войны в Испании, разразившейся в июле 1936 года, когда генерал Франко восстал против республиканского правительства. Она явилась частью серии работ художника, созданной в ответ на бомбардировку Герники 26 апреля 1937 года, которая случилась тогда, когда Адольф Гитлер приказал немецким военно-воздушным силам бомбить баскский город от имени Франко. Картина явилась актом личного протеста Пикассо после того, как он ознакомился с газетными фотографиями этого события. В это время он работал над фреской для Испанского павильона на Парижской международной выставке. Под впечатлением от бомбардировки он сделал заявление в Springfield Republican от 18 июля 1937 года: «На панели, над которой я работаю и которую я назову „Герника“, и во всех моих последних работах я ясно выражаю своё отвращение к военной касте, погрузившей Испанию в океан боли и смерти». Серия «Плачущая женщина» характеризовалась им как постскриптум к «Гернике».
Протест Пикассо против режима Франко начался с создания им в январе 1937 года двух гравюр под названием «Мечта и ложь Франко», сопровождаемых стихотворением в прозе, написанным Пикассо 8-9 января 1937 года, в котором были представлены образы плачущих женщин. Оно предшествовало формированию его визуального образа плачущей женщины как символа страданий Испании при Франко.

…крики детей, крики женщин, крики птиц, крики цветов, крики брёвен и камней, крики кирпичей, крики мебели, кроватей, стульев, штор, горшков, кошек и газет, крики запахов, царапающих друг друга, крики дыма, прокалывающего плечо, крики, которые тушатся в котле, и дождь птиц, которые наводняют море, которые грызут кость и ломают себе зубы, кусая вату, которые солнце жадно глотает с тарелки, которые прячут кошелёк в карман, и ещё отпечаток, который нога оставляет на скале.
Оригинальный текст (исп.)Gritos de niños, gritos de mujeres, gritos de pájaros, gritos de flores, gritos de árboles y de piedras, gritos de ladrillos, de muebles, de camas, de sillas, de cortinas, de cazuelas, de gatos y de papeles, gritos de olores que se arañan, gritos de humo, de los gritos que cuecen en el caldero y de la lluvia de pájaros que inunda el mar que roe el hueso y se rompe los dientes mordiendo el algodón que el sol rebaña el plato que el bolsin y la bolsa esconden en la huella que el pie deja en la roca

### Работа над образом
24 мая 1937 года, во время работы над «Герникой», Пикассо создал свои первые этюды плачущей женщины, но она не должна была быть включена в композицию «Герники». Изображение плачущей женщины было добавлено Пикассо в правый нижний угол картины, но затем им удалено. Художник посчитал, что эта фигура затмит собой мучительные выражения четырёх женщин на картине. Пикассо при создании «Герники» ставил своей целью отображение непосредственного шока и ужаса от бомбардировки, а не слёзы скорби, которые за ними последуют.
После завершения «Герники» Пикассо продолжил заниматься образом плачущей женщиной. Джуди Фримен отмечала, что «Единственным мотивом, от которого он не мог отказаться, был мотив плачущей женщины. Её образ преследовал его. В течение следующих нескольких месяцев он часто, почти одержимо, рисовал её. Она служила метафорой его личных страданий». В период с 8 июня по 6 июля 1937 года Пикассо создал дюжину рисунков и четыре картины маслом, изображавшие плачущую женщину. Вернувшись с летних каникул, проведённых в Мужене, он закончил «Плачущую женщину» 26 октября 1937 года. В общей сложности было идентифицировано 36 работ с изображением плачущей женщины, созданных в период с мая по конец октября 1937 года.